# Владимир Рајчић
Владимир Рајчић (Пећ, 7. мај 1974) је амерички глумац, сценариста и продуцент српског порекла.

## Биографија
Владимир Рајчић је рођен у Пећи на Космету где је завршио гимназију, а затим уписао студије политичких наука и финансија. Године 1995. се сели у Чикаго.
Ожењен је Американком Минервом, са којом има ћерку Катарину.
Власник је продуцентске куће В. П. Р. Студио, коју је основао са братом Предрагом Рајчићем.
Најпознатији је по улози у филму Српски ожиљци а запажене улоге је остварио и у познатим америчким телевизијским серијама Истражитељи из Мајамија, Очајне домаћице, Монк и друге.
Рајчић планира да у Србији сними филм Тесла, владар света у коме ће играти глумци из Србије и Холивуда.

## Филмографија
| Улоге Владимира Рајчића |                                     |                                            |                      |          |
| Година                  | Српски назив                        | Изворни назив                              | Улога                | Напомена |
| 2004.                   | Монк                                | Monk                                       | детектив             |          |
| 2004.                   |                                     | Hustle                                     | Марио                |          |
| 2004.                   |                                     | NCIS: Naval Criminal Investigative Service | агент                |          |
| 2004.                   |                                     | The Division                               |                      |          |
| 2004.                   |                                     | Strong Medicine                            |                      |          |
| 2004.                   |                                     | Method & Red                               | Стив                 |          |
| 2004.                   | Чари                                | Charmed                                    | ТВ Репортер          |          |
| 2004.                   | Девојка од милион долара            | Million Dollar Baby                        | Југословенски судија |          |
| 2005.                   | Мис тајни агент 2: опасна и заносна | Miss Congeniality 2: Armed and Fabulous    | камерман             |          |
| 2006.                   | Очајне домаћице                     | Desperate Housewives                       | Барт                 |          |
| 2006.                   | Свита                               | Entourage                                  | Џек                  |          |
| 2006.                   | Истражитељи из Мајамија             | CSI: Miami                                 | агент                |          |
| 2009.                   | Српски ожиљци                       | Serbian Scars                              | Алекс                |          |